# Zyginella punctata
Zyginella punctata är en insektsart som beskrevs av Zhang 1990. Zyginella punctata ingår i släktet Zyginella och familjen dvärgstritar. Inga underarter finns listade i Catalogue of Life.